# سولنچنویه (سرزمین آلتای)
سولنچنویه (به لاتین: Solnechnoye) یک منطقهٔ مسکونی در روسیه است که در سرزمین آلتای واقع شده‌است.